# 新西蘭監管部長
监管部长（英語：Minister for Regulation）是新西兰政府的部長之一。此職位於2023年11月27日伴隨第六屆新西蘭國家黨內阁的組建而成立，除负责评估新設與现有法律法规的品質外，亦聚焦於确保法规恪守包括法治、保护个人自由、財產權、徵稅和良好立法程序等监管原则。
现任監管部长是新西兰行动党黨魁大衛·西摩。

## 歷史
2023年6月，大衛·西摩提议如其在當年大选後成功參與由新西兰国家党领导的政府，將會成立监管部。11月24日，勝選的新西兰国家党黨魁克里斯托弗·盧克森在記者會上宣佈西摩將上任監管部長。27日，西摩正式宣誓就任監管部長。监管部的资金會来自將被裁撤的新西蘭生產力委員會。

## 職責
2023年6月時，大衛·西摩称监管部为“繁文縟禮和法规的警察”。西摩在11月27日正式宣誓就任監管部長當日對監管部的主要職責進行詳細解釋，相關主要職責的具體內容分別是對新法律進行非常高品質的監管影響分析，以及審查各領域的法律法規是否過時。

## 部長列表
下列之人現任或曾任监管部长。
圖例：
  行動紐西蘭
  新西兰国家党
| 任次 | 任次 | 姓名      | 肖像 | 任期           | 任期 | 总理 | 总理   |
| ---- | ---- | --------- | ---- | -------------- | ---- | ---- | ------ |
|      | 1    | 大衛·西摩 |      | 2023年11月27日 | 现任 |      | 盧克森 |